# Správní obvod obce s rozšířenou působností Litovel
Správní obvod obce s rozšířenou působností Litovel je spolu s obvody Olomouce, Šternberku a Uničova jedním ze čtyř správních obvodů rozšířené působnosti obcí v okrese Olomouc v Olomouckém kraji. Správní obvod zahrnuje jedno město Litovel a dalších 19 obcí.
Město Litovel je zároveň obcí s pověřeným obecním úřadem, přičemž správní obvod obce s rozšířenou působností Litovel se kryje se správním obvodem pověřeného obecního úřadu Litovel.

## Seznam obcí
Poznámka: Města jsou vyznačena tučně. Malým písmem jsou uvedeny evidenční části obcí.
- Bílá Lhota (Červená Lhota, Hrabí, Hradečná, Měník, Pateřín, Řimice)
- Bílsko
- Bouzov (Bezděkov, Blažov, Doly, Hvozdečko, Jeřmaň, Kadeřín, Kovářov, Kozov, Obectov, Olešnice, Podolí, Svojanov)
- Červenka
- Dubčany
- Haňovice (Kluzov)
- Cholina
- Litovel (Březové, Chudobín, Myslechovice, Nasobůrky, Nová Ves, Rozvadovice, Savín, Tři Dvory, Unčovice, Víska)
- Loučka
- Luká (Březina, Javoříčko, Ješov, Střemeníčko, Veselíčko)
- Měrotín
- Mladeč (Nové Zámky, Sobáčov)
- Náklo (Lhota nad Moravou, Mezice)
- Olbramice
- Pňovice
- Senice na Hané (Cakov, Odrlice)
- Senička
- Slavětín
- Střeň
- Vilémov

## Obyvatelstvo
| Rok  | Obyv.  | ± %    |
| ---- | ------ | ------ |
| 1869 | 22 850 | —      |
| 1880 | 24 444 | +7 %   |
| 1890 | 25 525 | +4,4 % |
| 1900 | 26 429 | +3,5 % |
| 1910 | 26 586 | +0,6 % |

| Rok  | Obyv.  | ± %     |
| ---- | ------ | ------- |
| 1921 | 27 080 | +1,9 %  |
| 1930 | 26 209 | −3,2 %  |
| 1950 | 22 292 | −14,9 % |
| 1961 | 24 102 | +8,1 %  |
| 1970 | 23 947 | −0,6 %  |

| Rok  | Obyv.  | ± %    |
| ---- | ------ | ------ |
| 1980 | 24 416 | +2 %   |
| 1991 | 23 540 | −3,6 % |
| 2001 | 23 341 | −0,8 % |
| 2011 | 23 152 | −0,8 % |
| 2021 | 23 020 | −0,6 % |